# ロムロ・サンチェス
ロムロ・イグナシオ・サンチェス・オビエド（Rómulo Ignacio Sánchez Oviedo , 1984年4月28日 - ）は、ベネズエラ出身の元プロ野球選手（投手）。右投右打。台湾時代の登録名は「桑契斯」。

## 経歴

### プロ入りとマイナー時代
2002年3月8日に、ロサンゼルス・ドジャースと契約を結んだ。この年は、傘下ルーキークラスのドミニカン・サマーリーグでプレーした。
2003年も、傘下ルーキークラスのドミニカン・サマーリーグでプレーした。
2004年3月12日に解雇された。

### パイレーツ時代
2004年5月7日にピッツバーグ・パイレーツと契約を結んだ。この年は母国ベネズエラの野球リーグでプレーした。
2005年は、開幕をルーキーリーグで迎え、最終的に傘下AA級のアルトゥーナ・カーブまで昇格した。
2006年も、A級、A+級、AA級でプレーした。
2007年は、開幕を傘下AA級のアルトゥーナ・カーブで迎えた。サロモン・トーレスのDL入りに伴い、8月25日にメジャー契約を結んでメジャーに昇格し、26日のヒューストン・アストロズ戦でメジャーデビューを果たした。この年はメジャーで16試合に登板して1勝2ホールドを挙げた。

### ヤンキース時代
2009年5月16日に、エリック・ハッカーとのトレードでニューヨーク・ヤンキースへ移籍した。
2010年はメジャーでの登板は2試合に終わるも、5月9日のボストン・レッドソックス戦ではメジャーでの最速98mph（約158km/h）を記録し、3回を1安打に抑える投球を見せた。その後は主にAAA級スクラントン・ウィルクスバリ・ヤンキースでプレーし、スクラントンでは14試合の先発を含む31試合に登板し10勝8敗、防御率3.97、WHIP1.41の成績を残した。

### 日本球界時代
2011年4月1日、東北楽天ゴールデンイーグルスと契約した事が発表された。リリーフでの活躍を期待されたが安定感に乏しく、セーブ・ホールド共に1つも挙げることができなかった。オフの11月22日に戦力外通告を受け、11月29日に自由契約公示がなされた。

### レイズ傘下時代
2012年1月18日にタンパベイ・レイズとマイナー契約を結んだ。同年は、傘下AAAのダーラム・ブルズで34試合に登板したが、防御率6点台と成績不振のため8月2日に解雇された。

### メキシコ球界時代
2013年には、第3回WBCのベネズエラ代表に選出された。この年は、メキシカンリーグのタバスコ・キャトルメンでプレーし、8試合に登板した。

### ドジャース傘下時代
2013年12月13日にロサンゼルス・ドジャースとマイナー契約を結んだが、2014年シーズン開幕前の3月に自由契約となった。

### 台湾球界時代
2014年7月20日に中華職業棒球大聯盟（CPBL）の中信兄弟に入団した。11試合に登板して、1勝3敗1セーブ、防御率2.00という成績だった。

### サンマリノ時代
2015年2月10日にイタリアンベースボールリーグのT&Aサンマリノと契約した。開幕後は3試合に登板したが、0勝2敗と不振のため4月16日に解雇された。
この年以降は、春から秋まではいずれの球団にも所属することはなかったが、2006年から参加している母国ベネズエラのウィンターリーグ（LVBP）でプレーを続け、2021-2022シーズンを最後に現役を引退した。

## プレースタイル
平均球速94mph（約151km/h）、最速99mph（約159km/h）の速球を武器とし、チェンジアップとスライダー、カーブを投げ分け、マイナー通算の与四球率4.04と制球力にやや課題を残している。

## 詳細情報

### 年度別投手成績
| 年 度     | 球 団     | 登 板 | 先 発 | 完 投 | 完 封 | 無 四 球 | 勝 利 | 敗 戦 | セ 丨 ブ | ホ 丨 ル ド | 勝 率 | 打 者 | 投 球 回 | 被 安 打 | 被 本 塁 打 | 与 四 球 | 敬 遠 | 与 死 球 | 奪 三 振 | 暴 投 | ボ 丨 ク | 失 点 | 自 責 点 | 防 御 率 | W H I P |
| --------- | --------- | ----- | ----- | ----- | ----- | -------- | ----- | ----- | -------- | ----------- | ----- | ----- | -------- | -------- | ----------- | -------- | ----- | -------- | -------- | ----- | -------- | ----- | -------- | -------- | ------- |
| 2007      | PIT       | 16    | 0     | 0     | 0     | 0        | 1     | 0     | 0        | 2           | 1.000 | 73    | 18.0     | 16       | 2           | 8        | 0     | 1        | 11       | 1     | 0        | 10    | 10       | 5.00     | 1.33    |
| 2008      | PIT       | 10    | 0     | 0     | 0     | 0        | 0     | 0     | 1        | 0           | ----  | 57    | 13.1     | 14       | 0           | 6        | 0     | 1        | 3        | 4     | 0        | 6     | 6        | 4.05     | 1.50    |
| 2010      | NYY       | 2     | 0     | 0     | 0     | 0        | 0     | 0     | 0        | 0           | ----  | 17    | 4.1      | 1        | 0           | 3        | 0     | 0        | 5        | 0     | 0        | 0     | 0        | 0.00     | 0.92    |
| 2011      | 楽天      | 15    | 0     | 0     | 0     | 0        | 0     | 2     | 0        | 0           | .000  | 77    | 16.1     | 21       | 1           | 7        | 0     | 2        | 19       | 3     | 0        | 9     | 9        | 4.96     | 1.71    |
| 2014      | 兄弟      | 11    | 3     | 0     | 0     | 0        | 1     | 3     | 1        | 1           | .250  | 116   | 27.0     | 22       | 1           | 12       | 1     | 2        | 21       | 3     | 0        | 10    | 6        | 2.00     | 1.26    |
| MLB：3年  | MLB：3年  | 28    | 0     | 0     | 0     | 0        | 1     | 0     | 1        | 2           | 1.000 | 147   | 35.2     | 31       | 2           | 17       | 0     | 2        | 19       | 5     | 0        | 16    | 16       | 4.04     | 1.35    |
| NPB：1年  | NPB：1年  | 15    | 0     | 0     | 0     | 0        | 0     | 2     | 0        | 0           | .000  | 77    | 16.1     | 21       | 1           | 7        | 0     | 2        | 19       | 3     | 0        | 9     | 9        | 4.96     | 1.71    |
| CPBL：3年 | CPBL：3年 | 11    | 3     | 0     | 0     | 0        | 1     | 3     | 1        | 1           | .250  | 116   | 27.0     | 22       | 1           | 12       | 1     | 2        | 21       | 3     | 0        | 10    | 6        | 2.00     | 1.26    |

### 記録
NPB
- 初登板：2011年5月1日、対オリックス・バファローズ6回戦（日本製紙クリネックススタジアム宮城）、8回表に4番手で救援登板、1回無失点
- 初奪三振：同上、8回表に坂口智隆から

### 背番号
- 58 (2007年 - 2008年)
- 47 (2010年)
- 64 (2010年)
- 74 (2011年)
- 54 (2014年)

### 代表歴
- 2013 ワールド・ベースボール・クラシック・ベネズエラ代表